# Professionalnaja Basketbolnaja Liga
Professionalnaja Basketbolnaja Liga (russisch Профессиональная баскетбольная лига) war von 2010 bis 2013 die höchste Spielklasse im russischen Basketball der Männer. Sie wurde 2010 gegründet und löste die Superleague ab. Nach Bekanntwerden eines Manipulationsskandals, in den Offizielle des russischen Sportverbandes verwickelt waren, wurde die Superleague aufgelöst. Die Organisation und Durchführung des Turniers lag im Gegensatz zur Superleague nicht beim Verband, sondern bei der gleichnamigen Organisation.

## Spielmodus
In der ersten Saison wurde eine reguläre Saison aus drei Runden mit anschließenden Play-offs gespielt. In der Saison 2011/12 wurde der Modus geändert und es wurde eine reguläre Saison aus zwei Runden mit anschließenden Play-offs gespielt. Für die Saison 2012/13 wurde der Spielmodus noch einmal entscheidend geändert. Der russische Meister wurde in einer Saison bestehend aus zwei Rinden aus hin- und Rückspielen ermittelt. Dabei zählen die Spiele der russischen Mannschaften untereinander im Rahmen der VTB sowohl für die VTB wie auch für die PBL. Die Entsendung der russischen Mannschaften in die europäischen Wettbewerbe (Euroleague, Eurocup, Eurochallenge) wurde nach einem Punktesystem kombiniert aus den Platzierungen in der VTB und PBL vorgenommen.

## Teilnehmer
Bei der Professionalnaja Basketbolnaja Liga handelte es sich um eine sogenannte „geschlossene“ Liga. Es gab also keinen Auf- und Abstieg.
Während der Existenz der Liga gehören zu der PBL folgende Teams:
| Mannschaft        | Stadt            | Spielort                  | Gründungsjahr | Teilnahme an PBL |
| ----------------- | ---------------- | ------------------------- | ------------- | ---------------- |
| Chimki            | Chimki           | Nowator-Sportarena        | 1997          | 2010–2013        |
| UNICS             | Kasan            | Basket-Hall Arena         | 1991          | 2010–2013        |
| Lokomotive Kuban  | Krasnodar        | Olympus Arena             | 1946          | 2010–2013        |
| Jenissei          | Krasnojarsk      | Iwan Jarygin Sportpalast  | 1981          | 2010–2013        |
| Triumph           | Ljuberzy         | Sportpalast Triumph       | 2003          | 2010–2013        |
| MBK Dynamo Moskau | Moskau           | Sportpalast Krylatskoje   | 1923          | 2010–2011        |
| ZSKA              | Moskau           | ZSKA-Universal-Sporthalle | 1924          | 2010–2013        |
| Nischni Nowgorod  | Nischni Nowgorod | KRK Nagorny               | 2000          | 2010–2013        |
| Krasnye Krylja    | Samara           | MTL Arena                 | 2009          | 2010–2013        |
| Spartak           | Sankt Petersburg | Jubileiny-Sportkomplex    | 1935          | 2010–2013        |
| Spartak Primorje  | Wladiwostok      | Sportkomplex «Olimpijez»  | 1999          | 2011–2013        |

## Alle Meister
| Saison  | Sieger      | Gegner          | 1. Spiel | 2. Spiel | 3. Spiel | 4. Spiel | 5. Spiel | Endstand Best of five |  |
| ------- | ----------- | --------------- | -------- | -------- | -------- | -------- | -------- | --------------------- |  |
| 2010/11 | ZSKA Moskau | BK Chimki       | 72:77    | 65:57    | 70:58    | 74:63    | --:--    | 3:1                   |  |
| 2011/12 | ZSKA Moskau | BK Chimki       | 81:62    | 79:61    | 90:75    | --:--    | --:--    | 3:0                   |  |
| 2012/13 | ZSKA Moskau | keine Play-offs |          |          |          |          |          |                       |  |